# Sergio Fiorentino
Sergio Fiorentino (22 de diciembre de 1927 – 22 de agosto de 1998) fue un pianista clásico italiano del siglo XX cuya carrera interpretativa intermitente abarcó cinco décadas. Hay bastantes imágenes de sus interpretaciones que sobreviven, además de grabaciones de audio. También existe un concierto completo grabado en vídeo en 1994.

## Carrera musical
Fiorentino nació en Nápoles y estudió en el Conservatorio San Pietro a Majella de la ciudad con Luigi Finizio y Paolo Denza y obtuvo su diploma en 1946. Después asistió a una clase magistral de Carlo Zecchi en Salzburgo en 1948. A los 20 años, en 1947, ganó un concurso de piano en Monza, cuyo jurado estaba presidido por Arturo Benedetti Michelangeli. Quiere la leyenda que el propio Michelangeli, más tarde, diría de él: "Es el único otro pianista".
Su debut en el Carnegie Hall de Nueva York fue en 1953. Al año siguiente 1954 cuando estaba de gira por Argentina y Uruguay, sufrió un accidente de avión que casi le provoca la muerte, lo que le obligó a reducir sus conciertos. Esto lo llevó a convertirse en profesor en el Conservatorio de Nápoles, donde había sido alumno.
A finales de la década de 1950, comenzó de nuevo a interpretar conciertos, tanto en su país natal como en Inglaterra. Muchas de sus grabaciones se realizaron durante esos años (1958-1965). Pero nuevamente se retiró de los escenarios, limitando sus raras apariciones públicas a Italia, y comenzó también a impartir clases magistrales con regularidad.
Se jubiló en el Conservatorio de Nápoles en 1993 y comenzó de nuevo a tocar más en público fuera de su Italia natal, actuando en Alemania, Francia, Taiwán y Estados Unidos.
Al final de su carrera realizó una serie de grabaciones para Appian Publications & Recordings (APR) en Berlín durante cuatro sesiones entre 1994 y 1997, que han cimentado su fama. Piano Classics publicó en 2012 un conjunto ampliado de 10 CD de estas grabaciones. En 1998 tenía compromisos negociados y contratados en Rusia y Canadá, así como una quinta sesión de grabación programada para APR, que no pudieron cumplirse debido a su repentina muerte en su casa de Nápoles el 22 de agosto de 1998. 

## Edición Fiorentino - Grabaciones APR
Publicaciones y grabaciones de Appian
- vol. 1 - Scriabin - Rajmáninov - Prokófiev (1995)

(Alexander Scriabin : Sonata n.° 2 op.19; Serguéi Rajmáninov : Sonata n.° 2 op. 36; Serguéi Prokófiev : Sonata n.° 8 op. 84)
- vol. 2 - Chopin - Schubert (1997)

(Fryderyk Chopin : Sonata n.° 3 op. 58; Franz Schubert : Sonata n.° 21 D960)
- vol. 3 - Scriabin - Rachmaninov (1997)

(Alexander Scriabin : Sonata n.º 1 op. 6 - Sonata n.º 4 op. 30; Serguéi Rajmáninov : Sonata n.º 1 op. 28)
- Vol.4 - Bach (1998)

(Johann Sebastian Bach : Partita n.º 1 - Sonata para violín n.º 1 [Transcrito por Fiorentino] - Partita n.º 4)
- vol. 5 - Bach (Vol.2) (1998)

(Johann Sebastian Bach : Preludio y fuga en re mayor; Suite francesa n.° 5; Suite de violín Partita n.° 3; Jesús, alegría del deseo del hombre [Transcrito por Myra Hess ]; Preludio y fuga en mi bemol mayor)
- vol. 6-Schumann (1999)

(Robert Schumann : Fantasía en do mayor op. 17; Arabeske op. 18; Novellette op. 21 n.º 1; Sonata n.º 2 op. 22; Romanze op. 28 n.º 2; "Die Lotosblume" - "Widmung" [ Organizado por Fiorentino])
- vol. 7-Schubert (2003)

(Franz Schubert : Sonata n.° 13; 4 Impromptus D 899; Sonata n.° 4)
- vol. 8 - Liszt (2004)

(Franz Liszt : Balada n.° 1 y n.° 2; Funérailles; La Leggierezza; Waldesrauschen; Sonata en si menor)
- vol. 9 - franco (2005)

(César Franck : Prélude, Fugue et Variations op. 18 [Transcrito por Harold Bauer ]; Prélude, Chorale et Fugue; Danse Lente; Prélude, Aria et Final)
- Sergio Fiorentino en Alemania - 1993 Grabaciones en vivo (1995)

(Bach/Busoni, Beethoven; Chopin, Scriabin, Schumann, Liszt/Gounod, J. Strauss/Tausig, J. Strauss/Godowsky, Chaikovski, Brahms)
- Las primeras grabaciones vol. 1 (1999)

(El Liszt contemplativo)
- Las primeras grabaciones vol. 2 (1999)

(El virtuoso Liszt)
- Las primeras grabaciones vol. 3 (2000)

(Liszt: Années de Pèlerinage Vol. I Suisse)
- Las primeras grabaciones vol. 4 (2002)

(Liszt: Las grabaciones orquestales)
- Las primeras grabaciones vol. 5 (2006)

(Rajmáninov: 24 Preludios)
- Las primeras grabaciones vol. 6 (2008)

(Schumann: Carnaval; Kinderszenen; Arabeske; Estudios sinfónicos)

## Edición Sergio Fiorentino- Clásicos del Rhine
- RH-006 | 6CD | SERGIO FIORENTINO - Rachmaninoff completo en vivo [1987] > reseñas

(obras completas para piano solo + Paganini Rhapsody, Piano Concerto No.1, Vocalise)
- RH-009 | 1CD | SERGIO FIORENTINO - En vivo en Taiwán [1998] > críticas

(obras de: Bach-Busoni, Beethoven, Scriabin, Rajmáninov, Mendelssohn)
- RH-015 | 9CD | SERGIO FIORENTINO - En vivo en USA [1996/98] > reseñas

(obras de: Albéniz, Bach, Beethoven, Brahms, Chopin, Franck, Godowsky, Liszt, Mendelssohn, Moszkowski, Rajmáninov, Schubert, Schumann, Scriabin, R.Strauss, Tausig, Chaikovski)